# 岷东乡
岷东乡，是中华人民共和国四川省乐山市犍为县曾经下辖的一个乡。2019年12月，撤销岷东乡，将其所属行政区域划归舞雩镇管辖。

## 行政区划
岷东乡撤销前下辖以下地区：
观音寺社区、沙嘴村、大湾村、金鸡村、平安村、葫芦村和骑凤村。